# Trento
Trento (németül: Trient, régebben Trident) olaszországi város az Adige folyó völgyében Trentino-Alto Adige régió fővárosa és Trento autonóm megye központja. Jelentős oktatási, pénzügyi, tudományos és politikai központ. A város a Trentói érsekség székhelye, a Trentói Egyetem, ahol 15 000 diák tanul, a 30 legjobb olasz egyetem között szerepel (9. helyezett) és a világon is a legjobb 500 közt tartják számon (407. helyezett). A legolvasottabb olasz üzleti napilap az Il Sole 24 Ore (A nap 24 órája) szerint 2007-ben Trento városa rendelkezett a legmagasabb életminőséggel egész Olaszországban. (2006: 4. hely) Itt tartották 1545 és 1563 között a tridenti zsinatot. A város egyike az ország leggazdagabb és legvirágzóbb városainak, a tartomány pedig a leggazdagabb egész Olaszországban, az egy főre jutó GDP a városban 29 500 euró.

## Földrajz

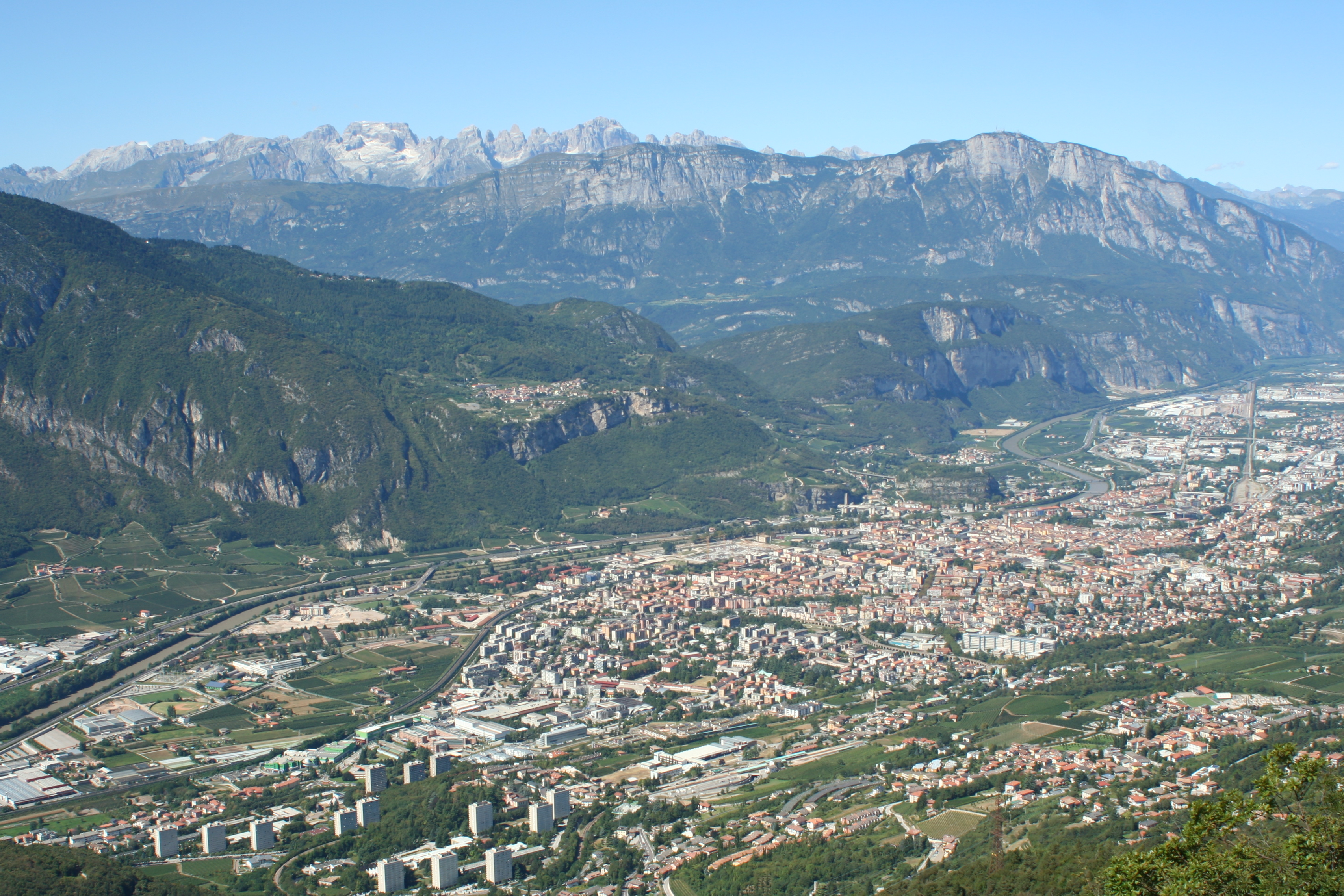
Trento, háttérben a Paganella csúccsal (2125 m)

Trento a jégkorszaki eredetű Adige-völgyben fekszik az Alpok lábaitól délre, 55 km-re Bolzanotól és 100 km-re Veronától. Itt csatlakozik a Fersina és az Avisio folyó az Adigehez, ami Olaszország második leghosszabb folyója.
A völgyet magas hegycsúcsok övezik, mint a Vigolana (2150 m), a Monte Bondone (2181 m), a Paganella (2124 m), a Marzola (1747 m) és a Monte Calisio (1096 m). A városhoz közel fekszenek az alábbi nagy tavak: Lago di Caldonazzo, Lago di Levico, Garda-tó és a Lago di Toblino. Az Adige folyó mentén észak felé haladva találjuk 55 km távolságban Bolzano városát, 100 km-re délre pedig Verona városa fekszik.
A város igen nagy területen fekszik, a terület magába foglalja a városközpontot, és a változatos hangulatú külvárosokat is. Ipari létesítményeket csak a város északi részén található Gardoldo negyedben találunk, míg a várost számos helyen apró vidékies hangulatú falvak szegélyezik, a Monte Bondone hegy körül. Az apró külvárosi hegyi falvak továbbra is őrzik szokásaikat és vidékies hangulatukat.

## Szomszédos települések
Albiano, Aldeno, Besenello, Calavino, Cavedine, Cimone, Civezzano, Garniga Terme, Giovo, Lasino, Lavis, Padergnone, Pergine Valsugana, Terlago, Vezzano és Vigolo Vattaro.

## Közigazgatás
Trento városa tizenkét kerületre van felosztva: három kerület maga a város, a többi pedig a város közigazgatása alá tartozó falvakra oszlik.

## Történelme
Trentino-Alto Adige/Südtirol (németül: Trentino-Südtirol, ladinul: Trentin-Südtirol) egy észak-olasz autonóm régió. A régió 2 megyéből áll, Trento autonóm megye (Trentino) és Bolzano autonóm megye, ahol jelentős a német anyanyelvűek száma, mivel a terület 1815-től 1919-ig az osztrák Tirol tartomány déli részeként Osztrák Császárság ill. az Osztrák–Magyar Monarchia része volt, elcsatolása után Dél-Tirol névvel jelölték, hogy megkülönböztessék az Ausztriában maradt északi Tiroltól és Kelet-Tiroltól.

## Politika
A közigazgatási választások 2009. május 3-án voltak, amelynek nyertese a Demokrata Párt volt. Eredmények:
- Partito Democratico (Demokrata párt): 29,80%
- Unione per il Trentino (Közép bal katolikus párt): 17,07%
- Popolo della Libertà (Közép jobboldaliak): 11,92%
- Lega Nord (Északi szeparatisták): 7,78%
- Lista Civica Morandini: 7,19%
- Trentino Tyrolean Autonomist Party (Autonomisták): 4,72%

A város jelenlegi polgármestere Alessandro Andreatta (Demokrata párt), a szavazatok 64,42%-át szerezte meg.

## A város híres polgárai
- Claudia Andreatti (1987), Miss Olaszország 2006, televíziós bemondó
- Cesare Battisti (1875–1919), irredenta mozgalom tagja
- Luigi Battisti (1901–1946), politikus
- Aldo Bertoluzza (1920–2007), történész
- Giacomo Bresadola (1847–1929), mikológus
- Luigi Brugnara (1845–1909), ügyvéd, politikus
- Alcide De Gasperi (1881–1954), politikus, miniszterelnök
- Claudio Donati (1950–2008), történész
- Silvio Dorigoni (1847–1900), hegymászó és politikus
- Laurence Feininger (1909–1976), német zenetudós, sokáig Trentóban élt
- Matthias Gallas (1584–1647), katona
- Conte Benedetto Giovanelli (1775–1846), történész, politikus
- Matteo Gottardi (1807–1863), pap és pedagógus
- Daniele Groff (1973), énekes,
- Chiara Lubich (1920–2008), a Focolare mozgalom alapítója
- Maria Concetta Mattei (1957), televíziós, újságíró
- Alessia Merz (1974), színésznő és modell
- Franco Mezzena (1953), hegedűművész és karmester
- Luigi Negrelli (Alois) (1799–1858)[2] vasúti mérnök
- Francesca Neri (1964), színésznő
- Tullio Odorizzi (1903–1991), ügyvéd, politikus
- Paolo Oss Mazzurana (1833–1895), az ipari vállalkozó és politikus, a város egykori polgármestere
- Antonio Pedrotti (1901–1975), zeneszerző, karmester
- Giovanni Peterlongo (1856–1941), politikus
- Giannantonio Prinetti Castelletti (1921–1944)[3] alpesi partizán, katonai vitézségéért kitüntették
- Anna Proclemer (1923–2013)[4] színésznő
- Ferruccio Stefenelli (1898–1980), irredenta, katonai és diplomáciai vezető
- Adriana Volpe (1973), modell, színésznő, televíziós műsorvezető
- Vittorio Zippel, politikus (1860–1937)
- Scherf Emil (1883–1967)[5] vegyészmérnök, hidrogeológus, a föld- és ásványtani tudományok kandidátusa

## Közlekedése
Az A22-es, Brenner-hágó - Modena autópálya (E45) autópálya a város mellett halad el, amellyel könnyen megközelíthető a város Verona, Bolzano, Innsbruck és München felől is.
Vasúti közlekedésben fontos csomópont, a város biztosítja a fő vasúti összeköttetést Olaszország, Ausztria és Németország között. Közvetlen vasúti járat indul Velencébe.
A környező települések és falvak legkönnyebben busszal vagy vonattal közelíthetők meg. Fejlett tömegközlekedési hálózattal bír a város, 20 állandó buszjáratot üzemeltet, sőt még egy sikló is üzemel Sardagna külvárosi negyedben. Két vasútállomás a város határain belül helyezkedik el a Ferrovia Trento-Male és a Valsugana állomások.

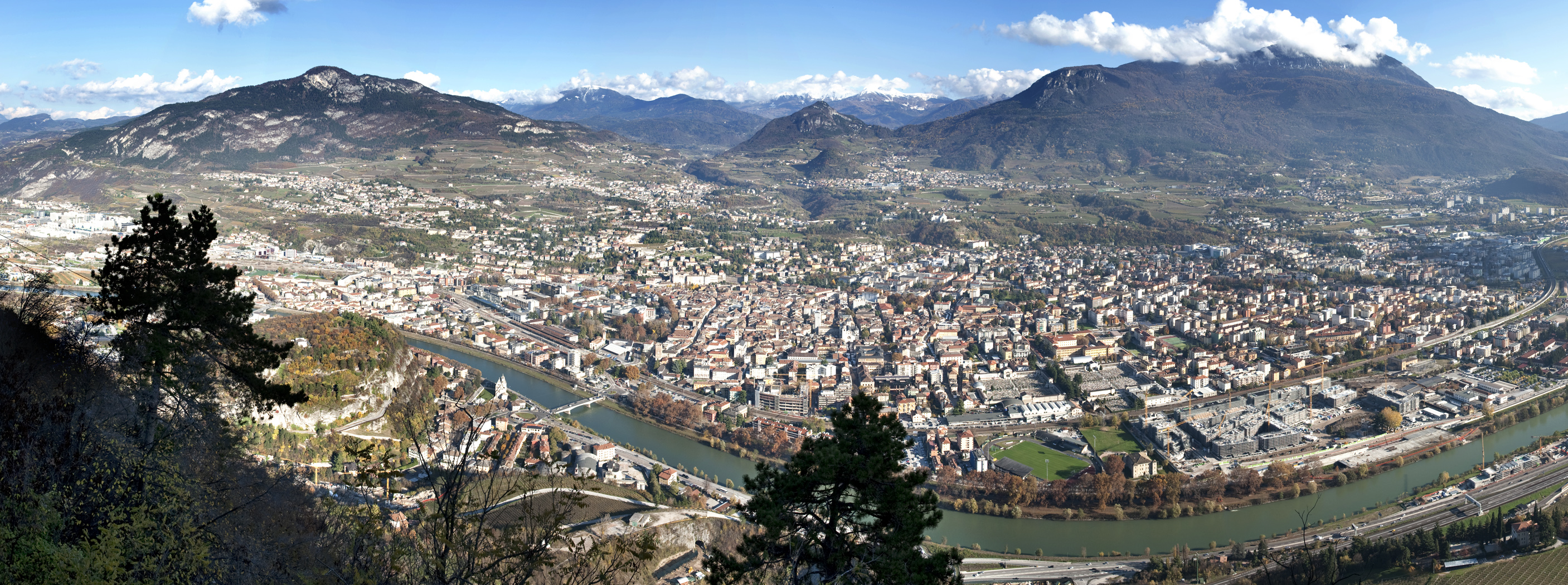
Trento panorámája

## Demográfia
2007-ben 112 637 lakója volt Trentónak, akik közül 52% nő, míg 48% férfi volt. Kiskorúak (18 év alatti gyermekek) a helyi lakosság 18,01%-át teszik ki, hasonló arányban élnek a nyugdíjasok is, ők a város 19,36%-át alkotják. Az olasz átlaghoz szinte tökéletesen igazodik, ugyanis az országos átlag a kiskorúaknál 18,06%, míg nyugdíjasoknál 19,94%.
A város lakóinak átlagos életkora 41 év, míg az olasz átlag 42. Öt év alatt 2002-2007 között Trento lakossága 5,72%-kal növekedett, felülmúlva az olasz átlagot, ami ezekben az években 3,56% volt. A jelenlegi születési ráta szerint ezer helyi lakosra 9,61 születés jut, szemben az olasz átlaggal, ami 9,45 születés szintén ezer főre.
A 2006-os felmérés alapján a város lakóinak 92,68%-a olasz nemzetiségű. A lakosság fennmaradó arányát más európai országokból - főleg Romániából és Albániából - érkezett bevándorlók alkotják 4,13%-kal, észak-afrikai a népesség 1,08%-a, amerikai 0,85%-a. Csekély német kisebbség él a városban, akik szinte teljesen beolvadtak a helyi olasz többségbe.
A lakosság római katolikus és protestáns felekezetekhez tartozik.
A 20. században közel megnégyszereződött a város lakossága (1910: 25.000 lakos)
| Év    | 1921   | 1931   | 1936   | 1951   | 1961   | 1971   | 1981   | 1991    | 2001    | 2005    |
| ----- | ------ | ------ | ------ | ------ | ------ | ------ | ------ | ------- | ------- | ------- |
| Lakos | 51.174 | 55.054 | 56.656 | 62.887 | 75.753 | 91.768 | 99.179 | 101.545 | 104.946 | 112.142 |

## Testvérvárosai
- Berlin Charlottenburg-Wilmersdorf, Németország, (1966)
- Donostia-San Sebastián, Spanyolország, (1987)
- Kempten, Németország, (1987)
- Prága, Csehország, (1997)

### Partner városok
- Prijedor, Bosznia-Hercegovina
- Sławno, Lengyelország

## Fordítás
- Ez a szócikk részben vagy egészben a Trient című német Wikipédia-szócikk ezen változatának fordításán alapul.  Az eredeti cikk szerkesztőit annak laptörténete sorolja fel. Ez a jelzés csupán a megfogalmazás eredetét és a szerzői jogokat jelzi, nem szolgál a cikkben szereplő információk forrásmegjelöléseként.
- Ez a szócikk részben vagy egészben a Trento című angol Wikipédia-szócikk ezen változatának fordításán alapul.  Az eredeti cikk szerkesztőit annak laptörténete sorolja fel. Ez a jelzés csupán a megfogalmazás eredetét és a szerzői jogokat jelzi, nem szolgál a cikkben szereplő információk forrásmegjelöléseként.